# Robert Kubica
Robert Józef Kubica, (/'rɔbɛrt ku'bitsa/) ("ku-bit-sa") ouvirⓘ; (Cracóvia, 7 de dezembro de 1984) é um automobilista polonês. Ganhou a Série Mundial pela Renault em 2005. Em 2006, passou a ser piloto de testes da BMW Sauber. A partir do Grande Prêmio da Hungria, do mesmo ano, passou a ser titular da equipe, substituindo o campeão mundial Jacques Villeneuve. 
Kubica venceu as 24 Horas de Le Mans de 2025 ao lado de Philip Hanson e Ye Yifei, sendo o primeiro piloto polonês na história da prova a obter a vitória geral em uma edição dessa competição. 

## Fórmula 1

### BMW Sauber

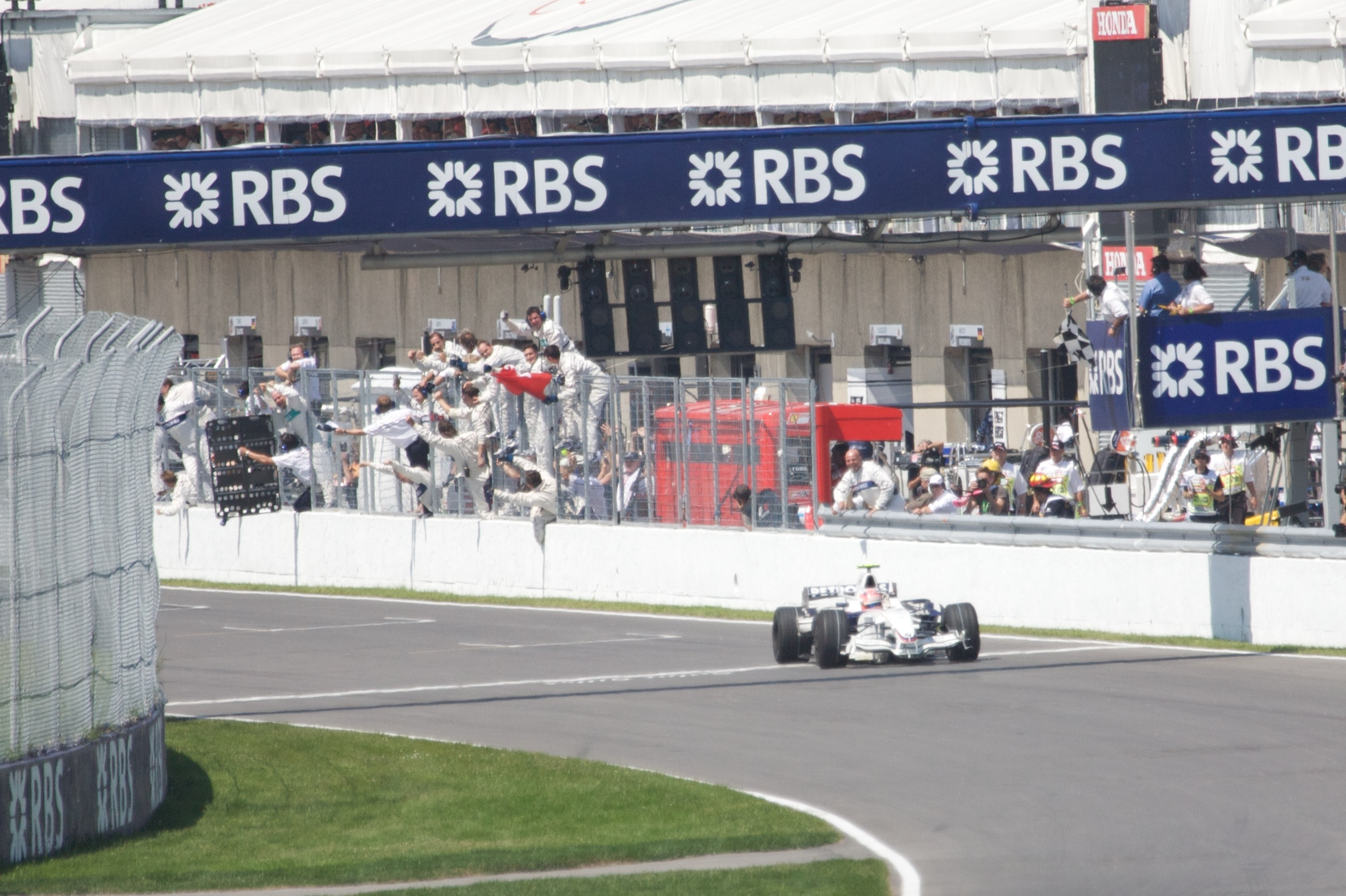
Robert Kubica cruza a linha de chegada no Grande Prêmio do Canadá de 2008

Em 2006, Kubica tornou-se piloto reserva da equipe BMW Sauber passando a substituir o campeão mundial Jacques Villeneuve a partir do Grande Prêmio da Hungria. no mesmo ano, no Grande Prêmio da Itália (sua terceira corrida na categoria), conquistou seu primeiro pódio e primeiros pontos na carreira ao chegar na terceira colocação, se tornando o primeiro piloto desde Alexander Wurz,em 1997, a subir no pódio durante suas primeiras corridas.
Em 10 de junho de 2007, sofreu um gravíssimo acidente durante o Grande Prêmio do Canadá. Apesar da gravidade do acidente, Kubica saiu quase ileso da batida, sofrendo apenas uma leve concussão e uma lesão no tornozelo direito.
Em 2008, na terceira corrida da temporada, o Grande Prêmio do Barém, Kubica conquistou sua primeira pole position na categoria. Na sétima corrida, o Grande Prêmio do Canadá, disputado na mesma pista onde em 2007 sofreu um violento acidente, conquistou a sua primeira vitória na categoria, batendo o seu companheiro Nick Heidfeld, segundo colocado.
Partindo da segunda posição, Kubica beneficiou-se de um erro de Hamilton que, na primeira parada nos boxes, bateu na traseira de Räikkönen. Assim, Kubica tinha uma parada e era o primeiro na pista, já com uma parada. Depois da parada de Heidfeld, dos restantes pilotos à sua frente, assume o primeiro lugar, mantendo-o após a sua segunda parada e, conquistando assim, a sua primeira vitória na Fórmula 1. Curiosamente a sua primeira vitória coincidiu também com a primeira vitória e a primeira dobradinha da BMW Sauber na Fórmula 1.

### Renault

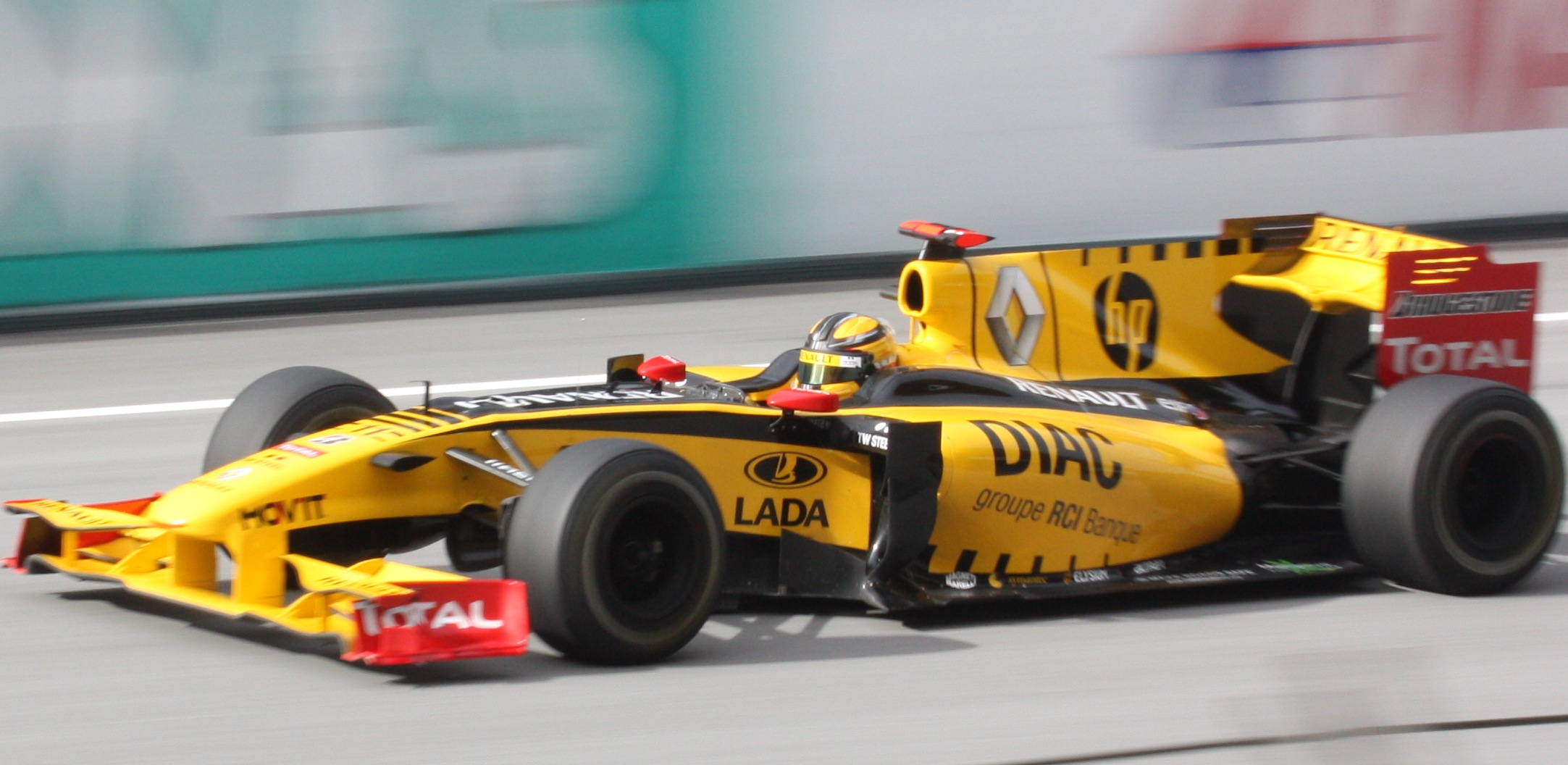
Kubica pilotando o R30 no Grande Prêmio da Malásia de 2010.

Em 7 de outubro de 2009, Kubica foi anunciado como novo piloto da Renault para a temporada de 2010, substituindo o espanhol Fernando Alonso.
Disputando a temporada 2010, após terminar a primeira corrida apenas em décimo primeiro, Kubica surpreendeu a todos conquistando a segunda colocação no Grande Prêmio da Austrália, com um carro considerado problemático. Nas demais etapas do mundial, o piloto se demonstrou consistente, chegando sempre à zona de classificação e inclusive conquistando o terceiro lugar no Grande Prêmio de Mônaco. No Grande Prêmio do Canadá, o piloto polonês surpreendeu novamente, fazendo a melhor volta da prova e a primeira de sua carreira. Ja no Grande Prêmio da Bélgica, subiu pela terceira e última vez ao pódio, em terceiro lugar.

### Acidente durante evento de Rali
Em 6 de fevereiro de 2011, durante a pré-temporada da Fórmula 1, Kubica participou do rali "Ronde di Andora", na Itália, pilotando o carro Skoda Fabia. Durante o evento, o polonês perdeu o controle de seu carro e colidiu contra a proteção lateral da pista, que atravessou o motor e o cockpit, atingindo o piloto. Kubica sofreu traumatismos múltiplos em seu braço direito, perna e mão. Seu co-piloto, Jakub Gerber, escapou com poucos ferimentos. Devido à gravidade dos ferimentos, chegou-se a considerar a amputação da mão do piloto, no entanto essa possibilidade acabou sendo descartada. O piloto teve de passar por uma cirurgia que durou sete horas. Três dias antes, Kubica chegou a participar dos treinos coletivos da pré-temporada da Fórmula 1, realizados em Valência, marcando o melhor tempo nos três dias do evento.
Depois de dois meses internado e passar por quatro cirurgias, Kubica recebeu alta para continuar o tratamento em casa.

### Retorno às pistas
No dia 9 de setembro de 2012, o polonês voltou a competir, vencendo com folga o Ronde di Gomitolo Lana, rali disputado na Itália. Pilotando um Subaru Impreza S12 WRC, ao lado do navegador Giuliano Manfredi, foi campeão da prova com quase 1 minuto de vantagem para o segundo colocado. O cirurgião pessoal do piloto, no entanto, chegou a colocar em dúvida a recuperação completa do braço direito. Segundo o cirurgião Igor Rosello, "nem mesmo uma boa e longa reabilitação poderia levar à recuperação plena da mobilidade da mão de Kubica", o que impossibilitaria seu retorno à Fórmula 1, por ser uma categoria que exige uma maior mobilidade.

### Expectativa para 2017 e tentativa de retorno para a Fórmula 1 em 2018
Em junho de 2017, Robert Kubica foi convidado pela Renault para realizar um teste em Valência, na Espanha, com uma Lotus E20 de 2012, sendo este seu primeiro evento de Fórmula 1 desde seu acidente em 2011. Após um bom desempenho, Robert fez novos treinos em agosto do mesmo ano, desta vez com o bólido R.S.17, o então modelo atual da escuderia. Kubica realizou um total de 142 voltas no teste coletivo de Hungaroring realizado após a conclusão do Grande Prêmio da Hungria, o equivalente a dois GPs completos, o que lhe daria plenas condições para disputar novamente uma prova de Fórmula 1. Kubica terminou o evento como o quarto mais rápido, quase 1,5 segundos atrás de Sebastian Vettel.
Em 11 de outubro de 2017, Kubica completou um teste de um dia com a Williams em Silverstone dirigindo o FW36 de 2014. Em 17 de outubro de 2017, Kubica teve um segundo dia de testes com a Williams em Hungaroring.
Depois que Felipe Massa anunciou sua aposentadoria do esporte pela segunda vez, Kubica se tornou um dos principais candidatos a ocupar seu lugar na Williams Martini Racing. Ele então testou para a equipe britânica no Circuito de Yas Marina após o Grande Prêmio de Abu Dhabi de 2017, completando 100 voltas em seu primeiro teste com o chassi de 2017 da equipe, o FW40. Ele completou 28 voltas adicionais no dia seguinte e terminou como o sétimo mais rápido, com o chefe técnico da Williams, Paddy Lowe, relatando que "não há problemas em torno de suas lesões", embora dúvidas logo surgiram sobre se certos fatores fizeram os tempos parecer melhor.
Mas no dia 16 de janeiro de 2018, a equipe anunciou a contratação do jovem piloto Sergey Sirotkin para ocupar a vaga deixada por Massa, já que o piloto russo teve resultados melhores nos treinos de Dubai, pós-Fórmula 1, sendo que Sirotkin também tinha um forte aporte financeiro de 15 milhões de euros.
No mesmo dia, foi anunciado que Kubica se tornaria o piloto reserva da Williams para a temporada de 2018. Ele participou de seu primeiro fim de semana de Grande Prêmio desde a rodada final do campeonato de 2010, na primeira sessão de treinos de sexta-feira no Grande Prêmio da Espanha de 2018, superando o companheiro de equipe Lance Stroll.

### Retorno à Fórmula 1 como piloto titular
Antes da rodada final da temporada de 2018, a Williams anunciou, em 22 de novembro de 2018, que Kubica iria competir em tempo integral para a equipe na temporada de 2019, onde faria parceria com o piloto britânico George Russell.

### Alfa Romeo
Kubica se juntou à Alfa Romeo Racing como piloto reserva para a temporada de 2020, retornando à equipe com a qual fez sua estreia na Fórmula 1 em 2006 (quando ainda era conhecida como BMW Sauber). Ele participou do teste de pré-temporada no circuito de Barcelona-Catalunha e estabeleceu o tempo de volta mais rápido durante o quarto dia de testes. Durante a temporada, Kubica completou testes nos Grandes Prêmios da Estíria, Hungria, Barém e Abu Dabi. Ele também participou do teste para jovens pilotos em Abu Dabi, que encerrou a temporada.
A partir do Grande Prêmio da Hungria, Kubica participou de três sessões de treinos livres em 2021, nos Grandes Prêmios da Espanha, Estíria e Hungria, bem como dois dias de testes de pneus da Pirelli para pneus de 18 polegadas.
Durante o fim de semana do Grande Prêmio dos Países Baixos, Kimi Räikkönen, piloto titular da Alfa Romeo, testou positivo para COVID-19. Com isso, Kubica foi designado para substituir Räikkönen nos Grandes Prêmios dos Países Baixos e da Itália.
Em 2022, Kubica permaneceu como piloto reserva e de testes da equipe. Ele participou dos treinos livres para os Grandes Prêmios da Espanha, França, Hungria e Abu Dhabi. Porém, com a mudança do patrocinador principal da Alfa Romeo, a Orlen, para a Scuderia AlphaTauri para a temporada da Fórmula 1 de 2023, Kubica deixou a equipe.

## Competição em outras categorias
Robert Kubica corre atualmente pela categoria de protótipos Hypercar do Campeonato Mundial de Endurance da FIA pela equipe italiana AF Corse com modelo de competição 499P. O piloto polonês tem o registro de uma vitória na prova dos Estados Unidos (Lone Star Le Mans). Competiu também em subcategorias pela classe LMP2 entre 2021 e 2023 pelas equipes Prema Racing e Team WRT.
Em 2025, Robert Kubica conquistou sua primeira vitória geral nas 24 Horas de Le Mans, pilotando a Ferrari 499P número 83 da equipe AF Corse. Ao lado do britânico Phil Hanson e do chinês Yifei Ye, Kubica completou 387 voltas no circuito de La Sarthe, assegurando o terceiro triunfo consecutivo da Ferrari na tradicional prova de resistência. O protótipo da classe Hypercar utilizava motorização híbrida com tração integral e pneus Michelin, consolidando o desempenho do carro cliente da marca italiana frente às equipes oficiais. 

## Histórico no automobilismo

### Classificação por temporada
| 2001 | Fórmula Renault 2000 Eurocup    | RC Motorsport           | 10               | 1                | 0                | 46               | 14º              |                  |                  |
| 2001 | Fórmula Renault 2000 italiana   | RC Motorsport           | 5                | 0                | 0                | 27               | 13º              |                  |                  |
| 2002 | Fórmula Renault 2000 Eurocup    | RC Motorsport           | 8                | 1                | 0                | 80               | 7º               |                  |                  |
| 2002 | Fórmula Renault 2000 italiana   | RC Motorsport           | 10               | 3                | 4                | 188              | 2º               |                  |                  |
| 2002 | Fórmula Renault 2000 brasileira | RS2                     | 1                | 1                | 1                | ?                | ?                |                  |                  |
| 2003 | Formula Three Euroseries        | Prema Powerteam         | 13               | 0                | 1                | 31               | 12º              |                  |                  |
| 2003 | Fórmula 3 Britânica             | Prema Powerteam         | 2                | 0                | 0                | 0                | NC               |                  |                  |
| 2003 | Grande Prêmio de Macau          | ?                       | 1                | 0                | 0                | N/A              | NC               |                  |                  |
| 2003 | Masters of Formula Three        | ?                       | 1                | 0                | 0                | N/A              | 33º              |                  |                  |
| 2003 | F3 Korean Superprix             | Target Racing           | 1                | 0                | 0                | N/A              | 6º               |                  |                  |
| 2004 | Formula Three Euroseries        | Mücke Motorsport        | 20               | 0                | 0                | 53               | 7º               |                  |                  |
| 2004 | Grande Prêmio de Macau          | Manor Motorsport        | 1                | 1                | 0                | N/A              | 2º               |                  |                  |
| 2005 | World Series by Renault         | Epsilon Euskadi         | 17               | 3                | 4                | 154              | 1º               |                  |                  |
| 2005 | Grande Prêmio de Macau          | Carlin Motorsport       | 1                | 0                | 0                | N/A              | 2º               |                  |                  |
| 2006 | Fórmula 1                       | BMW Sauber              | 6                | 0                | 0                | 6                | 16º              |                  |                  |
| 2007 | Fórmula 1                       | BMW Sauber              | 16               | 0                | 0                | 39               | 6º               |                  |                  |
| 2008 | Fórmula 1                       | BMW Sauber              | 18               | 1                | 1                | 75               | 4º               |                  |                  |
| 2009 | Fórmula 1                       | BMW Sauber              | 17               | 0                | 0                | 17               | 14º              |                  |                  |
| 2010 | Fórmula 1                       | Renault                 | 19               | 0                | 0                | 136              | 8º               |                  |                  |
| 2018 | Fórmula 1                       | Williams Martini Racing | Piloto de testes | Piloto de testes | Piloto de testes | Piloto de testes | Piloto de testes | Piloto de testes | Piloto de testes |
| 2019 | Fórmula 1                       | ROKiT Williams Racing   | 21               | 0                | 0                | 1                | 19º              |                  |                  |
| 2020 | Fórmula 1                       | Alfa Romeo Racing Orlen | Piloto de testes | Piloto de testes | Piloto de testes | Piloto de testes | Piloto de testes | Piloto de testes | Piloto de testes |

### Resultados na Fórmula 1
(legenda)
| Temporada | Equipe                  | Chassis               | Motor                           | 1       | 2       | 3      | 4      | 5      | 6       | 7       | 8      | 9       | 10      | 11     | 12      | 13      | 14     | 15     | 16      | 17     | 18     | 19      | 20     | 21     | 22     | Class. | Pontos |
| --------- | ----------------------- | --------------------- | ------------------------------- | ------- | ------- | ------ | ------ | ------ | ------- | ------- | ------ | ------- | ------- | ------ | ------- | ------- | ------ | ------ | ------- | ------ | ------ | ------- | ------ | ------ | ------ | ------ | ------ |
| 2006      | BMW Sauber F1 Team      | BMW Sauber F1.06      | BMW P86 2.4 V8                  | BAR AT  | MAS AT  | AUS AT | SMR AT | EUR AT | ESP AT  | MON AT  | GBR AT | CAN AT  | EUA AT  | FRA AT | ALE AT  | HUN DSQ | TUR 12 | ITA 3  | CHN 13  | JAP 9  | BRA 9  |         |        |        |        | 16.º   | 6      |
| 2007      | BMW Sauber F1 Team      | BMW Sauber F1.07      | BMW P86/7 2.4 V8                | AUS Ret | MAS 18  | BAR 6  | ESP 4  | MON 5  | CAN Ret | EUA Les | FRA 4  | GBR 4   | EUR 7   | HUN 5  | TUR 8   | ITA 5   | BEL 9  | JAP 7  | CHN Ret | BRA 5  |        |         |        |        |        | 6.º    | 39     |
| 2008      | BMW Sauber F1 Team      | BMW Sauber F1.08      | BMW P86/8 2.4 V8                | AUS Ret | MAS 2   | BAR 3  | ESP 4  | TUR 4  | MON 2   | CAN 1   | FRA 5  | GBR Ret | ALE 7   | HUN 8  | EUR 3   | BEL 6   | ITA 3  | SIN 11 | JAP 2   | CHN 6  | BRA 11 |         |        |        |        | 4.º    | 75     |
| 2009      | BMW Sauber F1 Team      | BMW Sauber F1.09      | BMW P86/9 2.4 V8                | AUS 15  | MAS Ret | CHN 13 | BAR 18 | ESP 11 | MON Ret | TUR 7   | GBR 13 | ALE 14  | HUN 13  | EUR 8  | BEL 4   | ITA Ret | SIN 8  | JAP 9  | BRA 2   | ABU 10 |        |         |        |        |        | 14.º   | 17     |
| 2010      | Renault F1 Team         | Renault R30           | Renault RS27-2010 2.4 V8        | BAR 11  | AUS 2   | MAL 4  | CHN 5  | ESP 8  | MON 3   | TUR 6   | CAN 7  | EUR 5   | GBR Ret | ALE 7  | HUN Ret | BEL 3   | ITA 8  | SIN 7  | JAP Ret | COR 5  | BRA 9  | ABU 5   |        |        |        | 8.°    | 136    |
| 2018      | Williams Martini Racing | Williams FW41         | Mercedes M09 EQ Power+ 1.6 V6 t | AUS     | BAR     | CHN    | AZE    | ESP AT | MON     | CAN     | FRA    | AUT AT  | GBR     | ALE    | HUN     | BEL     | ITA    | SIN    | RUS     | JAP    | EUA    | MEX     | BRA    | ABU AT |        | –      | –      |
| 2019      | ROKiT Williams Racing   | Williams FW42         | Mercedes M10 EQ Power+ 1.6 V6 t | AUS 17  | BAR 16  | CHN 17 | AZE 16 | ESP 18 | MON 18  | CAN 18  | FRA 18 | AUT 20  | GBR 15  | ALE 10 | HUN 19  | BEL 17  | ITA 17 | SIN 16 | RUS Ret | JAP 17 | MEX 18 | EUA Ret | BRA 16 | ABU 19 |        | 19.°   | 1      |
| 2020      | Alfa Romeo Racing Orlen | Alfa Romeo Racing C39 | Ferrari 065 1.6 V6 t            | AUT     | EST AT  | HUN AT | GBR    | 70 AT  | ESP     | BEL     | ITA    | TOS     | RUS     | EIF    | POR     | EMI     | TUR    | BAR AT | SKR     | ABU    |        |         |        |        |        | –      | –      |
| 2021      | Alfa Romeo Racing Orlen | Alfa Romeo Racing C41 | Ferrari 065/6 1.6 V6 t          | BAR NP  | EMI NP  | POR NP | ESP AT | MON NP | AZE NP  | FRA NP  | EST AT | AUT NP  | GBR NP  | HUN AT | BEL NP  | PBS 15  | ITA 14 | RUS NP | TUR NP  | EUA NP | CMX NP | SAO NP  | CAT NP | ARA NP | ABU NP | 21.º   | 0      |

Notas
† – O piloto não terminou a prova, mas foi classificado por ter completado 90% da corrida.